# Raßberg
Der Raßberg zählt mit 665 m ü. NHN zu den höchsten Erhebungen der Eifel. Er liegt in der Gemarkung der Gemeinde Arft in der Verbandsgemeinde Vordereifel in Sichtweite der Hohen Acht.
Wanderer und Naturfreunde schätzen seine Wacholderheide. Sie wird vom Wacholderwanderweg touristisch erschlossen, der auf 15 km Länge durch die Wacholderschutzgebiete der Osteifel führt.
Auf dem größtenteils unbewaldeten Plateau, das eine sehr gute Aussicht bietet,  befindet sich eine, mittlerweile aufgegebene Radio Relay Site der US Air Force (Stahlgittermast).